# Karl Mewis
Karl Mewis (né le 22 novembre 1907 à Hann. Münden, mort le 16 juin 1987 à Berlin-Est) est un homme politique allemand communiste, d'abord résistant au nazisme et dans les Brigades internationales en Espagne puis haut fonctionnaire de la République démocratique allemande.

## Biographie
Mewis effectue un apprentissage de serrurier dans une société de chemin de fer. Il rejoint la Jeunesse socialiste ouvrière (SAJ) en 1922, la Ligue des jeunes communistes d'Allemagne (KJVD) en 1923 et le KPD en 1924. De 1925 à 1928, il est président de la section Hesse-Waldeck de la KJVD et de 1929 à 1932 secrétaire d'organisation de la direction de la section de Magdebourg-Anhaltdu KPD.
De 1932 à 1934, Mewis fréquente l'École internationale Lénine de Moscou, après quoi il œuvre pour le  KPD, devenu un parti illégal par les nazis, en tant que chef politique de l'arrondissement de Wasserkante jusqu'en 1936. Il se porte candidat en 1935 et devient membre du comité central du KPD en 1939. En 1936, il émigre au Danemark, d'où il dirige la « section nord » du KPD. Fin 1936, Mewis part pour la France. Il succède ensuite à Franz Dahlem à la tête des Brigades internationales pendant la guerre d'Espagne de 1937 à 1938. En avril 1937, il est représentant de haut rang de l'Internationale communiste à Barcelone. À partir de mai 1938, il dirige la « Direction de la section centrale du KPD » à Prague. 
Après l'occupation de la République tchèque par les nazis, il s'enfuit à Stockholm par le Danemark. Là, Mewis est d'abord chef de la nouvelle « Gestion de la section du centre KPD ». À l'automne 1939, il est convoqué à Moscou. Il est chargé, avec Herbert Wehner et Heinrich Wiatrek, de créer une nouvelle direction nationale du KPD en Suède, qui coordonnerait les activités illégales sur le territoire du Troisième Reich. Il y a alors de nombreux conflits et disputes avec Herbert Wehner. Après les arrestations de Herbert Wehner et Heinrich Wiatrek, Mewis est également arrêté par la policé suédoise le 19 août 1942. Il est interné à Smedsbo jusqu'à l'été 1943. Après sa libération, Mewis dirige la direction nationale du KPD en Suède. Il travaille en étroite collaboration avec Richard Stahlmann. Pendant ce temps, Mewis s'éloigne de plus en plus des vues communistes orthodoxes et du modèle soviétique de communisme. Il préconise une coopération étroite avec les groupes d'exilés et de résistance sociaux-démocrates et de la classe moyenne.
À partir de l’automne 1943, Mewis est membre du « Groupe national des syndicalistes allemands » en Suède et membre éminent du conseil d’administration de la Freier Deutscher Kulturbund en Suède. Parallèlement, il est rédacteur en chef de Politischen Informationen et des publications de la direction allemande de l'émigration.
En décembre 1945, Mewis s'installe dans la zone d'occupation soviétique en Allemagne en passant par la Pologne. Il assume d'abord le rôle de secrétaire du KPD dans le Mecklembourg. De mars 1946 à mai 1949, il est conseiller municipal et membre du secrétariat du SED à Berlin.
De 1950 à 1963, il est membre de la Chambre du peuple, de 1950 à 1952 candidat et de 1952 à 1981 membre du Comité central du SED et de 1958 à 1963 candidat au Politburo du Comité central du SED. En 1963, Mewis est démis de ses fonctions à la suite de la soi-disant crise d'approvisionnement en RDA (1962-1963) par Walter Ulbricht. Il est nommé ambassadeur en Pologne jusqu'en 1968. À partir de 1969, il commence à travailler comme chercheur à l'Institut du marxisme-léninisme du Comité central du SED.
En tant que premier secrétaire de la direction du Land de Mecklembourg puis de la direction du district de Rostock du SED, il met en œuvre la collectivisation de l'agriculture de 1950 à 1961. Il est considéré comme l'initiateur de la construction du port de Rostock pour l'exportation, des Semaines de la mer Baltique de Rostock et du transfert des effectifs du club de football du BSG Empor Lauter vers le Hansa Rostock en DDR-Oberliga.
Entre 1960 et 1963, il est membre du Conseil d'État, de 1961 à 1963 président de la Commission nationale du plan et membre de la présidence du conseil des ministres.
Mewis meurt le 16 juin 1987. Son urne est posée dans le Mémorial des socialistes du cimetière central de Berlin-Friedrichsfelde.

## Famille
Il épouse Auguste Reichert à Cassel en 1927 (divorce en 1934). En 1939, il épouse la fille du communiste Franz Dahlem Luise (appelé Liesel), qui vit avec lui à Stockholm (née en 1919, divorce en 1953, décès en 1957). Lorsque Franz Dahlem est remplacé sous prétexte d'avoir eu des relations avec les frères Field, dénoncés comme espions américains, Mewis ne participe pas à la campagne contre lui, mais ne le défend pas non plus. Il se sépare de sa fille, qui meurt d'un cancer. Les deux mariages donnent naissance à des enfants, dont de Liesel Catherine (née en 1941, mariée à Haacke, africaniste), Franz (chanteur d'opéra à Rostock) et Annette (doctorante en études médiatiques).